# Kibu Denis
Kibu Denis Prosper (ur. 14 grudnia 1998 w Mbeya) – tanzański piłkarz grający na pozycji lewoskrzydłowego. Od 2021 jest zawodnikiem klubu Simba SC.

## Kariera klubowa
Swoją karierę piłkarską Denis rozpoczął w klubie Geita Gold FC. W sezonie 2019/2020 zadebiutował w jego barwach w drugiej lidze tanzańskiej. W sezonie 2020/2021 grał w pierwszoligowym Mbeya City FC. Latem 2021 przeszedł do klubu Simba SC. W sezonach 2021/2022 i 2022/2023 wywalczył z nim dwa wicemistrzostwa Tanzanii.

## Kariera reprezentacyjna
W reprezentacji Tanzanii Denis zadebiutował 13 czerwca 2021 roku w wygranym 2:0 towarzyskim meczu z Malawi, rozegranym w Dar es Salaam. W 2024 roku powołano go do kadry na Puchar Narodów Afryki 2023. Rozegrał w nim dwa mecze grupowe: z Zambią (1:1) i z Demokratyczną Republiką Konga (0:0).